# Panorama Tower
La Panorama Tower est un gratte-ciel de 252 mètres construit en 2018 à Miami aux États-Unis. 
C'est le plus haut gratte-ciel de Floride.